# Доналд Петит
Доналд Рой Петит (на английски: Donald Roy Pettit) е американски астронавт и ветеран от шестмесечен престои на Международната космическа станция и от шестседмична експедиция в търсене на метеорити на Антарктида.

## Лична информация
Петит е отрасъл в Силвертън, щата Орегон. Взема бакалавърска степен за химически инженер от Орегонския градски универсетет през 1978 и докторска степен от Аризонския университет през 1983 г. Петит работи като учен в националната лаборатория Лос Аламос до 1996 г. когато е избран за астронавт. Петит е женен и има двама сина.

## Международната космчиеска станция

### Първи полет
Първият космически полет на Петит е Експедиция 6 на МКС от 24 ноември 2002 до 4 май 2003 г. По време на тази Експедиция той изпълнява две излизания в открития космос с обща продължителност 13 часа и 17 минути, за да помогне за инсталацията на външно оборудване. До МКС лети със совалката Индевър, мисия STS-113, а на Земята се завръща на борда на Союз ТМА-1.

### Втори полет
Осъществява се отново на совалката Индевър, мисия STS-126 от 15 до 30 ноември 2008 г. По време на полета се прави частична смяна на основния екипаж на станцията (на бординженера) и доставят, а после и връщат модула „Леонардо“.
| Космически полети на Доналд Петит                                 | Космически полети на Доналд Петит | Космически полети на Доналд Петит   | Космически полети на Доналд Петит | Космически полети на Доналд Петит  |
| №                                                                 | Дата                              | КК                                  | Функции                           | Продължителност                    |
| ----------------------------------------------------------------- | --------------------------------- | ----------------------------------- | --------------------------------- | ---------------------------------- |
| 1                                                                 | 24 ноември 2002                   | „Индевър“, мисия STS-113/Союз ТМА-1 | Специалист на мисията             | 161 денонощия 1 час 14 мин 38 сек. |
| 2                                                                 | 15 ноември 2008                   | „Индевър“, мисия STS-126            | Специалист на мисията             | 15 денонощия 20 часа 30 мин 2 сек. |
| Сумарно време в космоса – 176 денонощия 21 часа 45 минути и 2 сек |                                   |                                     |                                   |                                    |

## Антартика
От ноември 2006 до февруари 2007 г. Петит участва в Антарктическото търсене на метеорити (ANSMET). Шест седмици Петит търси метеорити, както най-вече лунни през антарктическото лято. По време на тази експедиция на Петит му се налага да направи спешни поправки по снегомобил и да извърши заболекарска операция.